# Beifang
Beifang (kinesiska: 北房, 北房镇) är en köping i Kina. Den ligger i stadsdistriket Huairou i Pekings storstadsområde, i den norra delen av landet, omkring 50 kilometer nordost om stadskärnan. Antalet invånare är 24 541. Befolkningen består av 11 365 kvinnor och 13 176 män. Barn under 15 år utgör 11,0 %, vuxna 15-64 år 79 %, och äldre över 65 år 8,0 %.